# Macroplectus
Macroplectus (лат.) — род хищных коротконадкрылых жуков трибы Trichonychini из подсемейства ощупники (Pselaphinae). Включает около 10 видов. 

## Распространение
Новая Зеландия, Австралия.

## Описание
Мелкие коротконадкрылые жуки—ощупники (Pselaphinae). Длина тела 1,2 — 2,4 мм. Усики 11-члениковые, булавовидные (последний членик увеличенный, булава образована тремя свободно сочлененными вершинными члениками). Голова равна ширине переднеспинки или шире; с щетинками на вертексе; бугорки усиков выступающие; гула с тонким срединным килем. Переднеспинка с поперечной антебазальной бороздой, срединная борозда простирается от медиальной антебазальной ямки до основания переднеспинки; переднегрудь посередине округло-килеватая. Надкрылья с 3-4 базальными ямками. Срединные мезостернальные ямки сомкнуты; латеральная мезостернальные ямки раздвоенные. Видимые 1-4-й (IV-VII) тергиты примерно одинаковой длины.

## Систематика
Включает около 10 видов. Род был впервые описан в 1898 году, а его валидный статус подтверждён входе ревизии, проведённой в 2001 году энтомологом Дональдом С. Чандлером (University of New Hampshire, Durham, Нью-Гэмпшир, США), который утверждает, что в Австралии обитает не менее 12 видов этого рода. Таксон отнесён к трибе Trichonychini (надтриба Euplectitae) из подсемейства Pselaphinae и близок к родам Platomesus и Qropus.
- Macroplectus bifoveata (Broun, 1921)
- Macroplectus calcaratus Raffray, 1898
- Macroplectus cephalotes Raffray, 1898
- Macroplectus octofoveatus Lea, 1911
- Macroplectus parallela (Broun, 1921)
- Macroplectus quadratipennis Lea, 1911
- Macroplectus spinipes (Broun, 1910)
- Macroplectus tasmanicus Raffray, 1904